# Fiat 30
Der Fiat 30 war eine 1915 gebaute Artilleriezugmaschine für schwere Lasten.

## Geschichte
Prototyp für den Fiat 30 war der Fiat 16, der in den Jahren 1911 bis 1912 getestet wurde.
Der Fiat 30 fand Verwendung als Zugmaschine für schwere Lasten, vor allem für Geschütze. Überlieferte Photos zeigen das Fahrzeug vor allem als Zugmaschine für die 149-mm-Kanone 149/35 M00 und den Rohrwagen für den 280-mm-Mörser 280/10 M79. Daneben gibt es Bilder, die das Fahrzeug als Zugmaschine für mehrere zweiachsige Anhänger wie auch als Bergungsfahrzeug mit an der Vorderfront montiertem Kran zeigen.
Das Fahrzeug wurde in 70 oder 75 Stück von Februar bis April 1915 hergestellt, bevor die Produktion auf das Nachfolgemodell, den Fiat 20B, umgestellt wurde. Im italienischen Heer blieben die Zugmaschinen des Typs Fiat 30 bis Ende der 1930er Jahre in Gebrauch.

## Technische Daten
Die sehr großen Hinterräder bestanden aus Eisen mit V-förmigen Profilen, die erheblich kleineren Vorderräder waren vollgummibereift. Nur die Hinterräder waren angetrieben, der Antrieb lief über eine blechverkleidete Kette. Das Getriebe hatte vier Vorwärts- und einen Rückwärtsgang. Das Fahrzeug war von seinem Nachfolger, dem Fiat 20B, am leichtesten durch seine Führerkabine zu unterscheiden, die beim Fiat 30 als Frontlenker ausgebildet war. Sie war durch ein aufklappbares Segeltuchverdeck abgedeckt und hatte noch keine Frontscheibe. Häufig wurde das Fahrzeug zur Senkung des Bodendruckes an der Hinterachse mit Radgürteln versehen, die zulässige Höchstgeschwindigkeit sank dann auf 4–5 km/h. Am Heck befand sich eine vom Fahrzeugmotor antreibbare Winde mit einem ca. 50 m langen Seil. Der Treibstofftank fasste 240 Liter.
Der wassergekühlte Viertakt-Ottomotor vom Typ Fiat 67 hatte vier paarweise zusammengefasste Zylinder (130 × 200 mm Bohrung × Hub), woraus sich ein Hubraum von 10.618 cm³ errechnet. Die Leistung betrug 60 PS.
Die letzte Änderung erfolgte 1938, als die vollgummibereiften Vorderräder durch solche mit pneumatischen Reifen 175×720,5 ersetzt wurden.